# دوري كرة القدم الغربي 1945–46
دوري كرة القدم الغربي 1945–46 (بالإنجليزية: 1945–46 Western Football League)‏ هو موسم من دوري كرة القدم الغربي ‏. فاز فيه نادي بريستول روفيرز.